# Carloviț

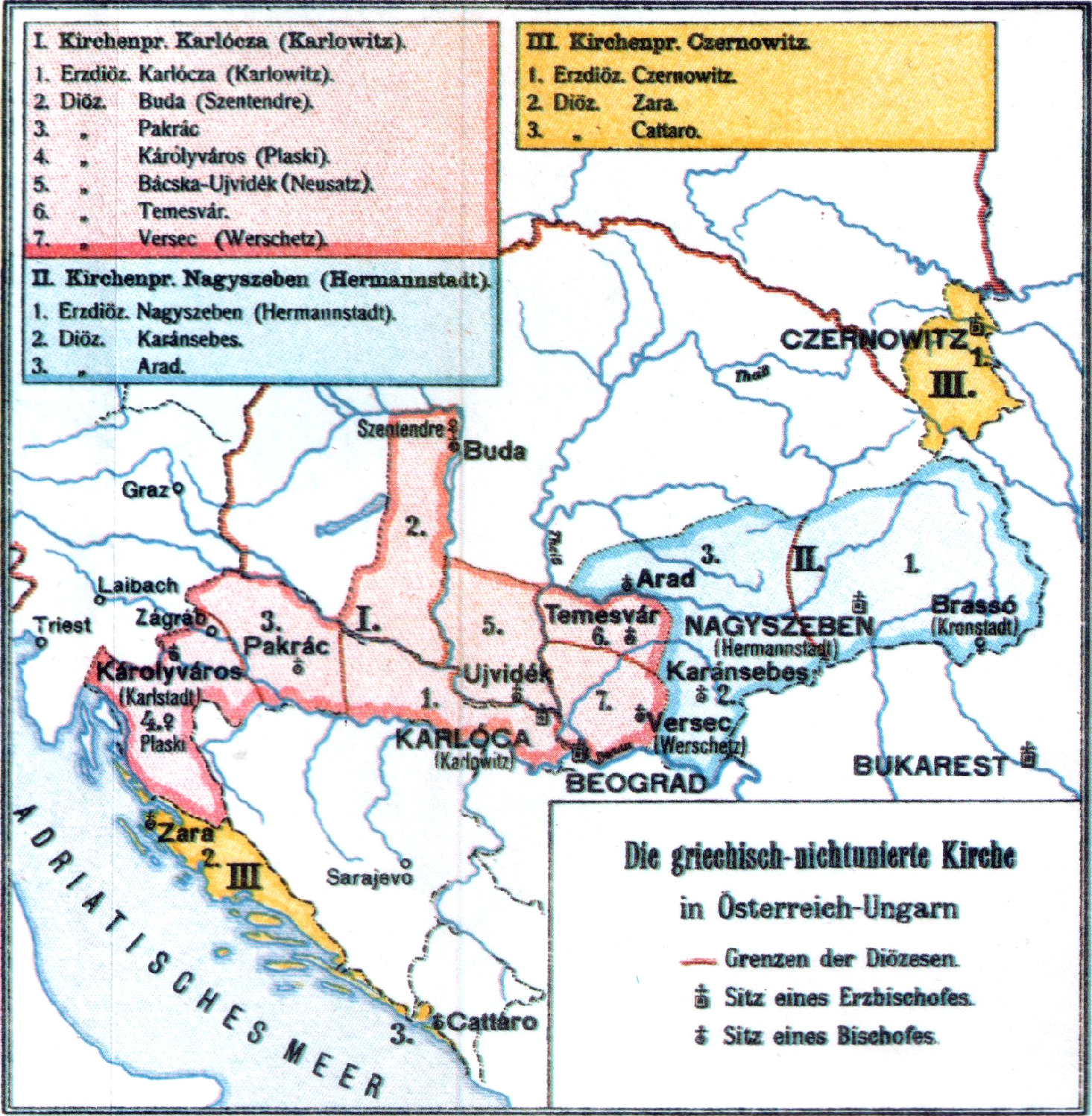
Provincia mitropolitană de Karlovitz în anul 1909 (marcată cu roșu). Cu albastru: provincia Mitropoliei Sibiului. Cu galben: provincia Mitropoliei de Cernăuți.

Carloviț (în sârbă Сремски Карловци, cu caractere latine Sremski Karlovci, în croată Srijemski Karlovci, în maghiară Karlóca, în germană Karlowitz, în turcă Karlofça) este un oraș în Provincia Autonomă Voivodina, Serbia.

## Istoric
Aici s-a încheiat în 1699 pacea dintre Sfântul Imperiu Roman și Imperiul Otoman (vezi în acest sens: Tratatul de la Karlowitz). 
Localitatea a fost un important centru ecleziastic al sârbilor ortodocși, aici avându-și sediul începând cu 1713 întâistătătorul Bisericii Ortodoxe Sârbe din Imperiul Habsburgic. Mitropoliții de la Carloviț au intervenit adesea în chestiunile bisericești din Transilvania, în mod direct sau prin emisari precum Visarion Sarai.
Episcopia Ortodoxă de Timișoara a făcut parte până în anul 1919 din provincia Mitropoliei de Carloviț.
În ziua de 2 februarie 1834 în biserica catedrală din Carloviț a fost înaintat diacon viitorul mitropolit Andrei Șaguna, iar la 18 apriliestil vechi/30 aprilie 1848 mitropolitul Iosif Raiacici l-a hirotonit episcop.

## Galerie de imagini

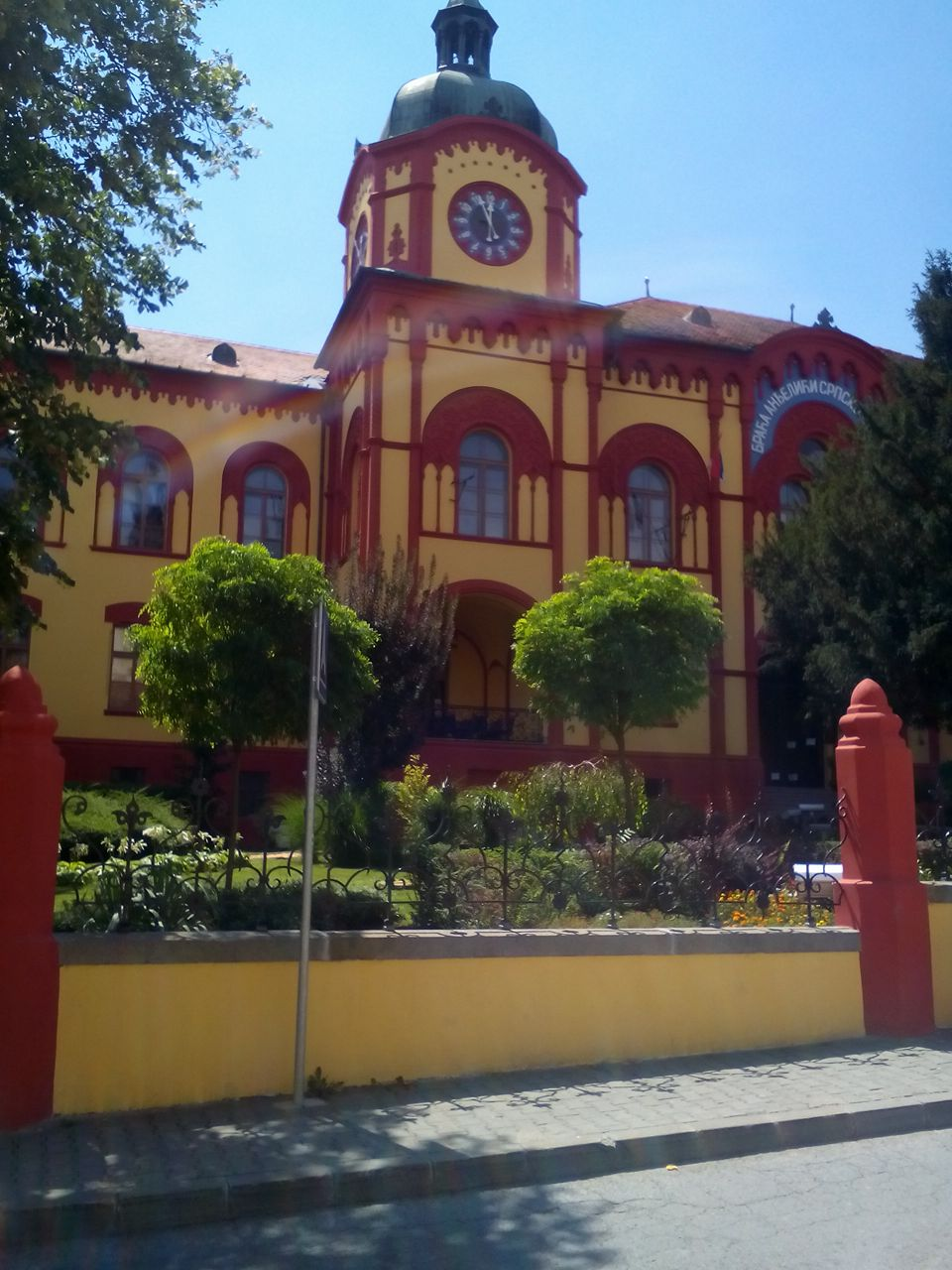
Liceul din Carloviț
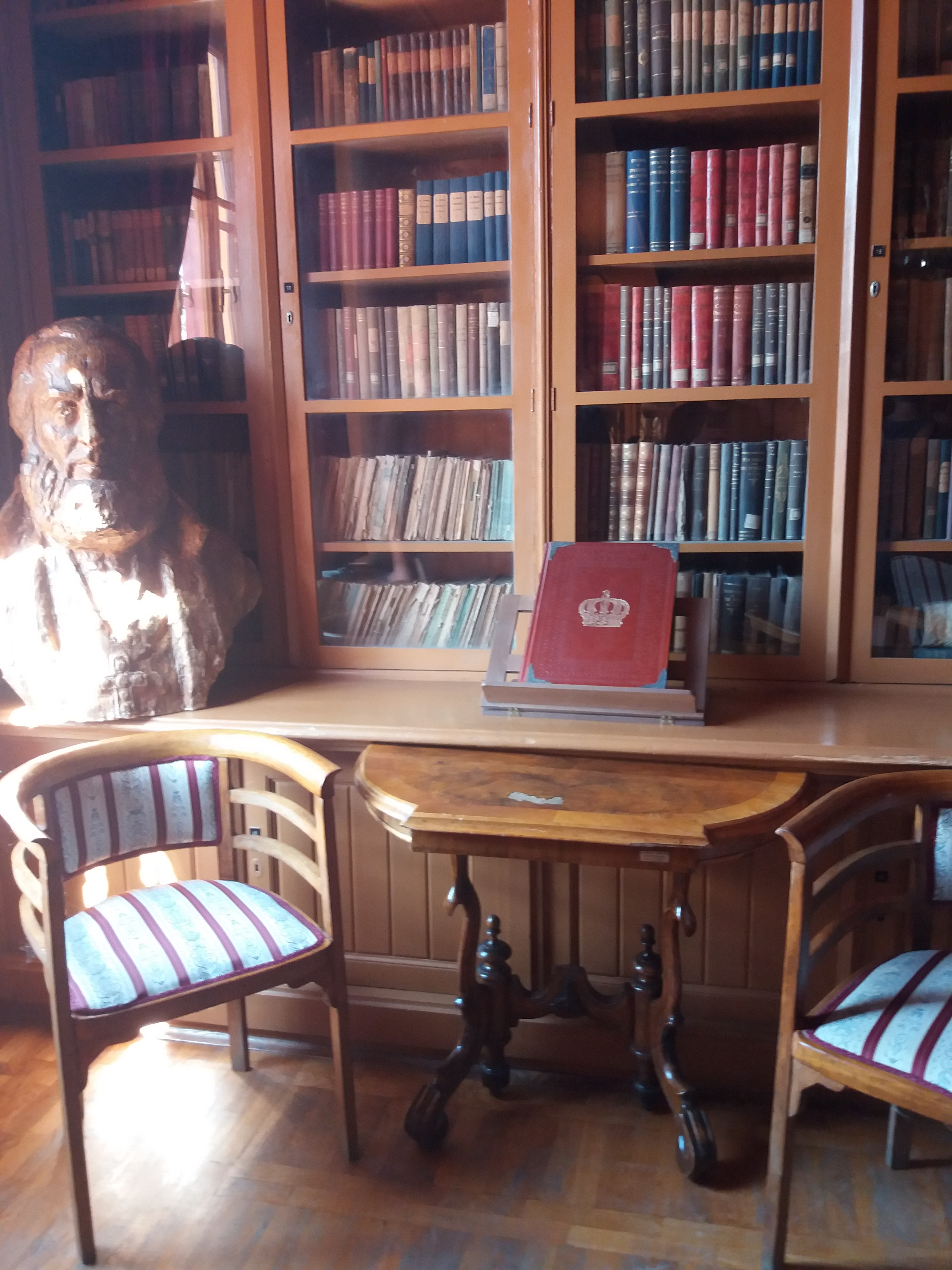
Detaliu din interiorul liceului din Carloviț (1)
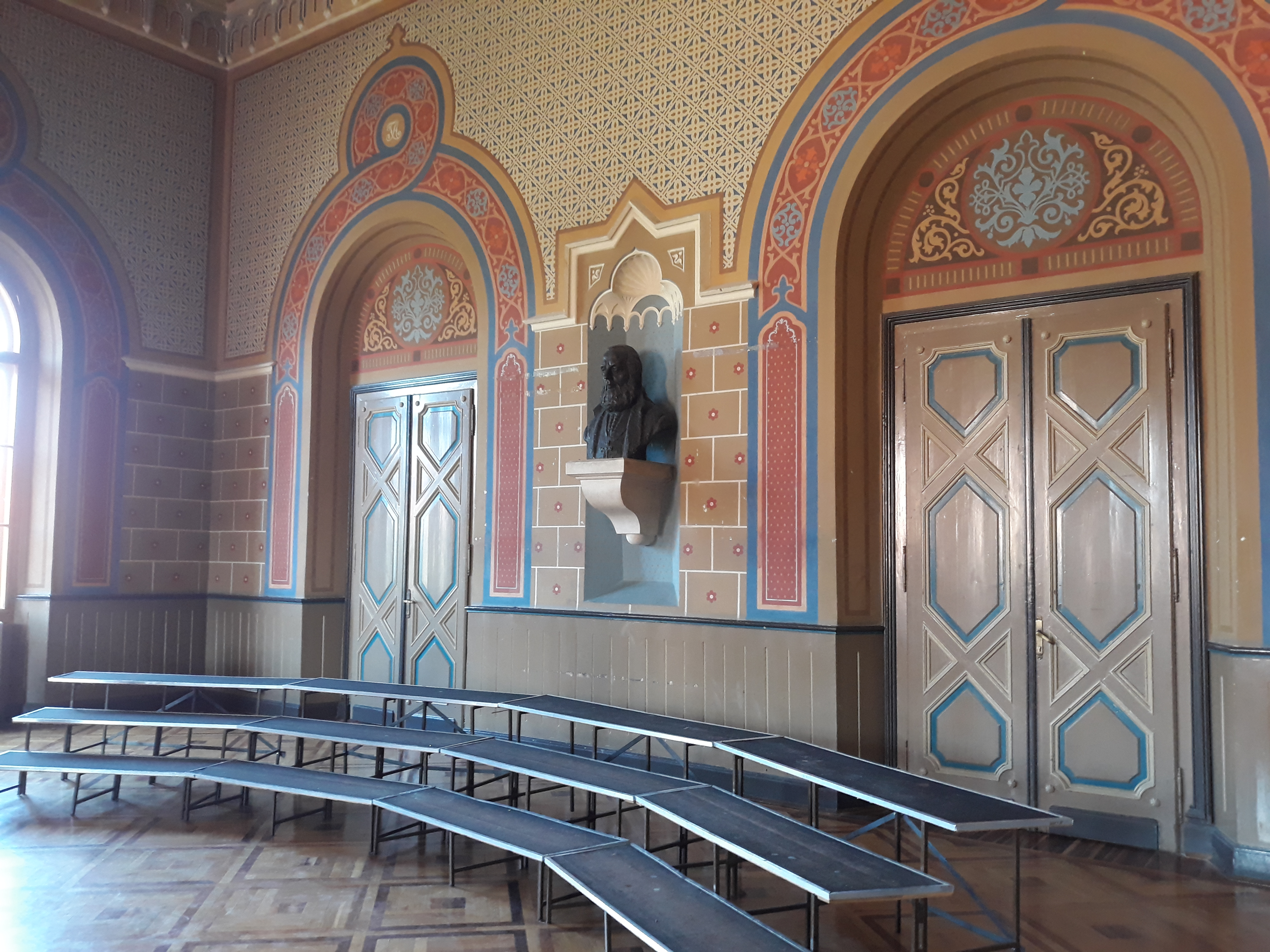
Detaliu din interiorul liceului din Carloviț (2)
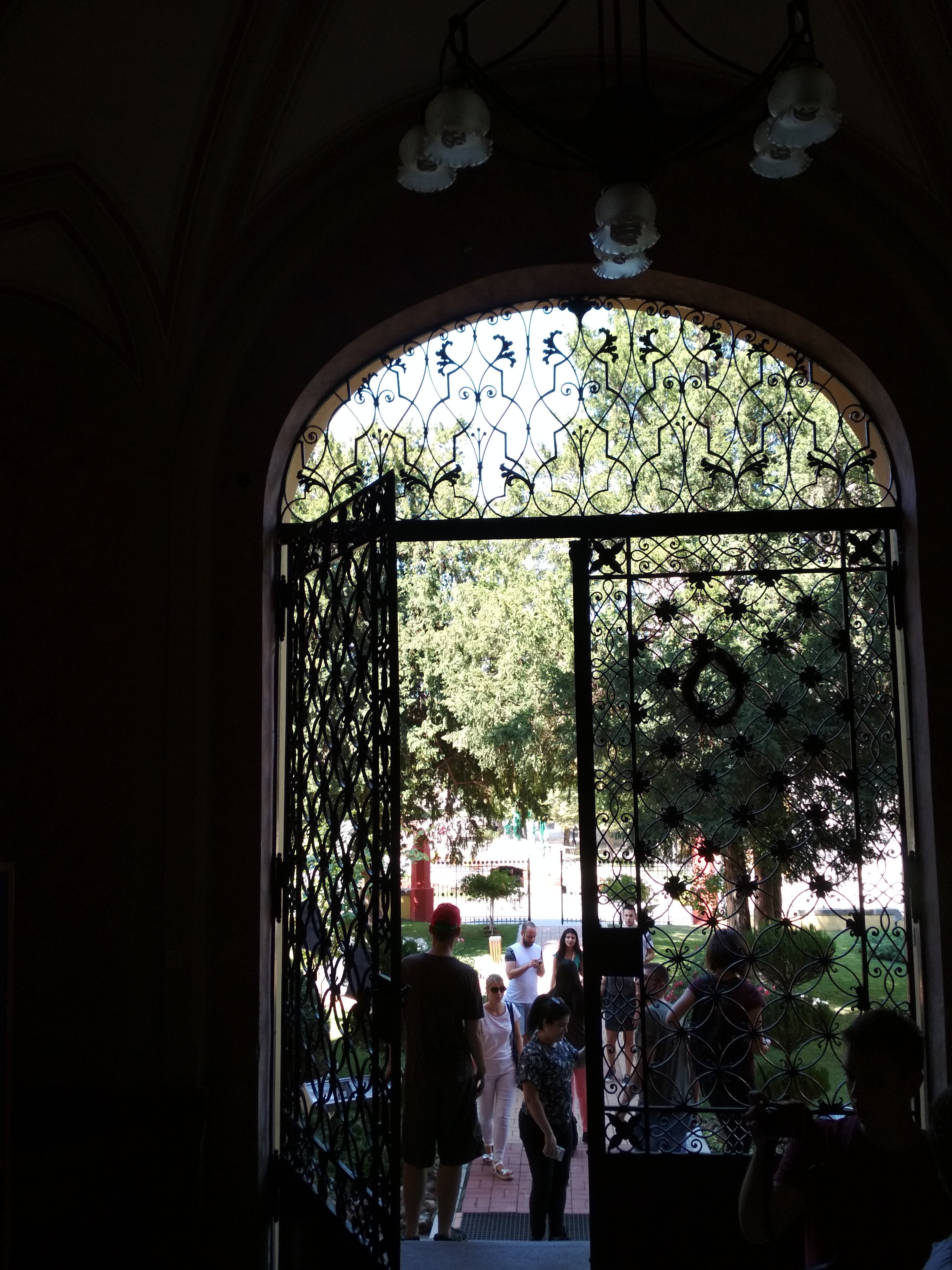
Una din porțile liceului din Carloviț
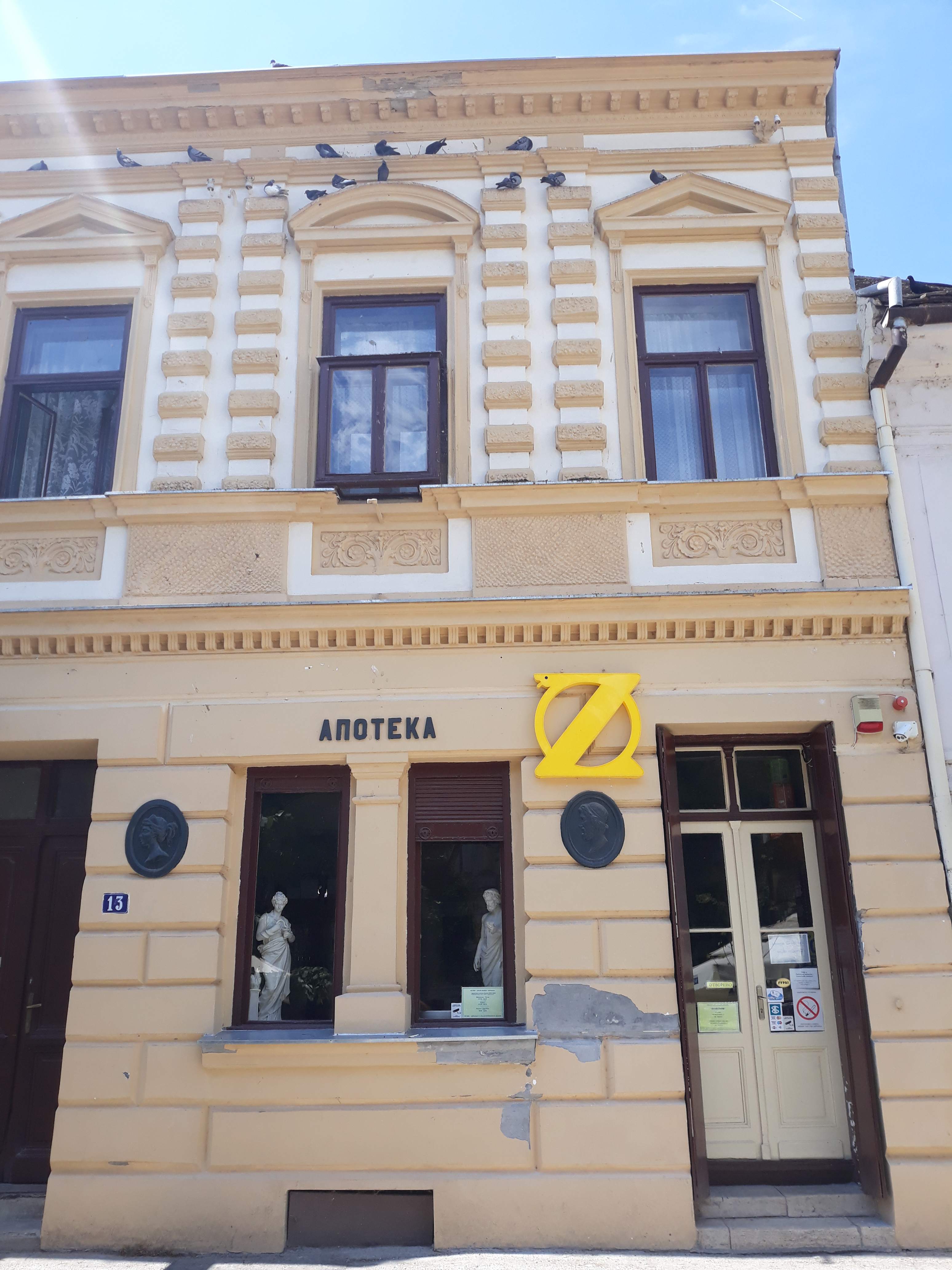
Cea mai veche farmacie
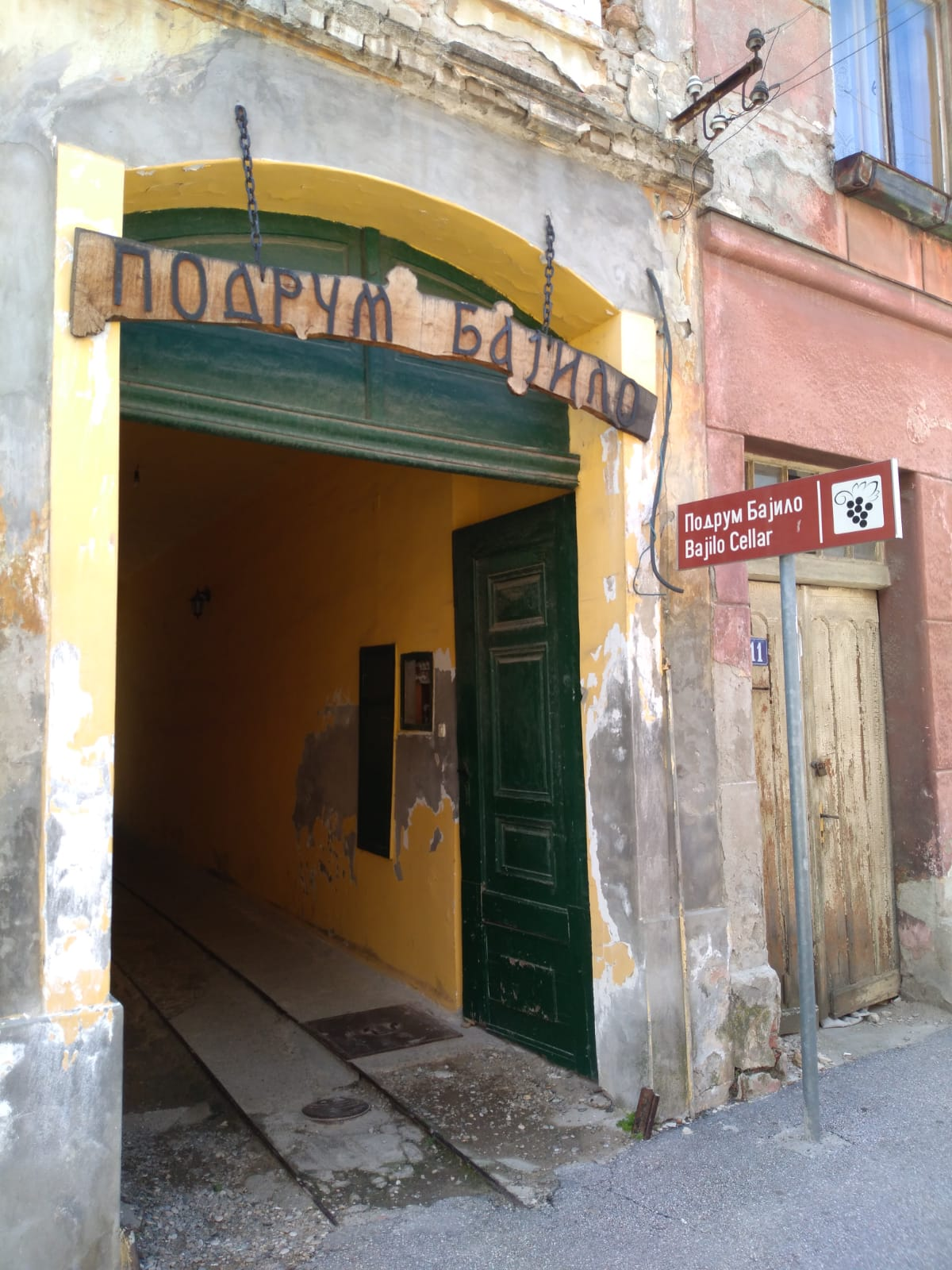
Crama, intrare
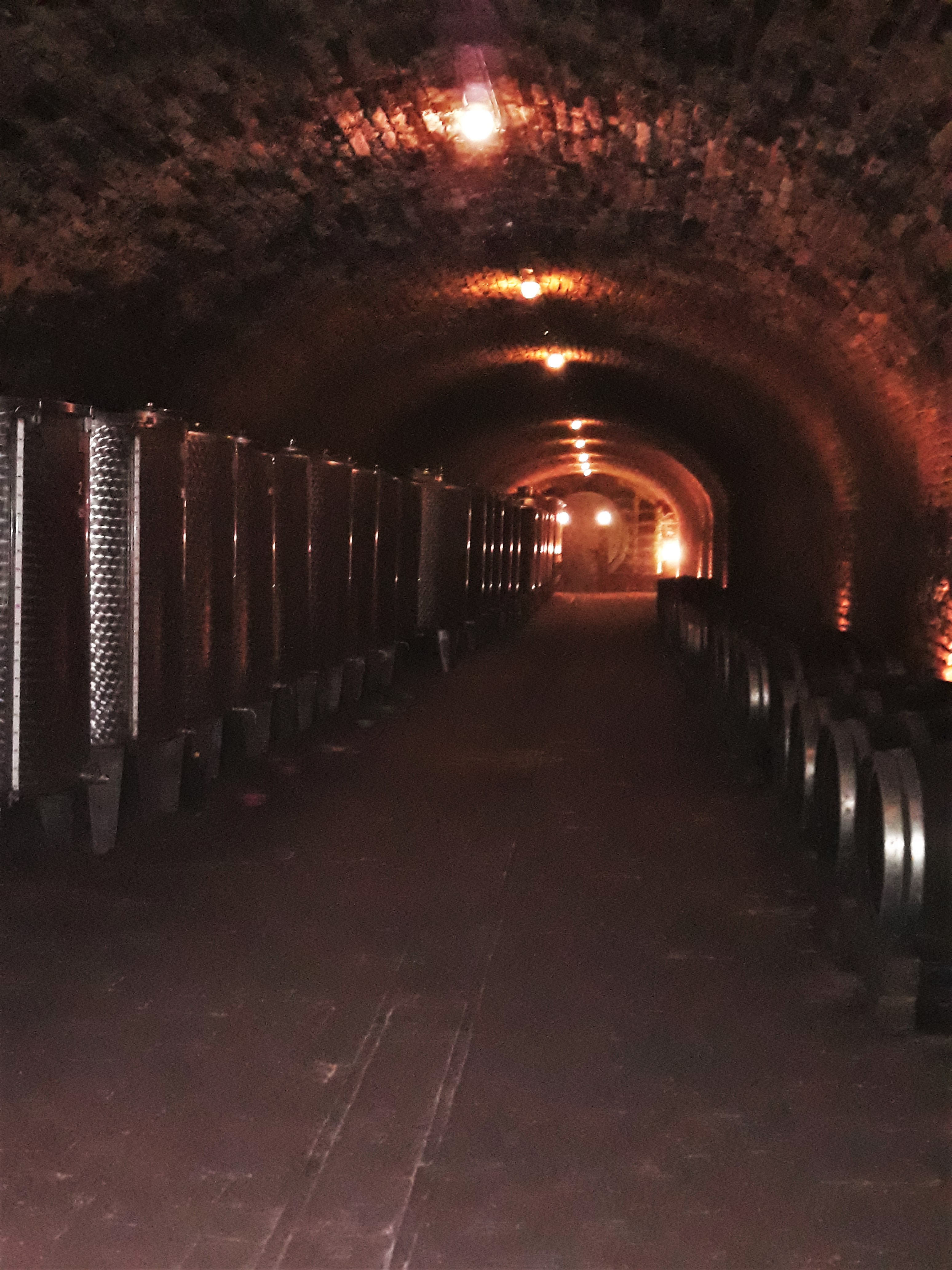
Crama, beci
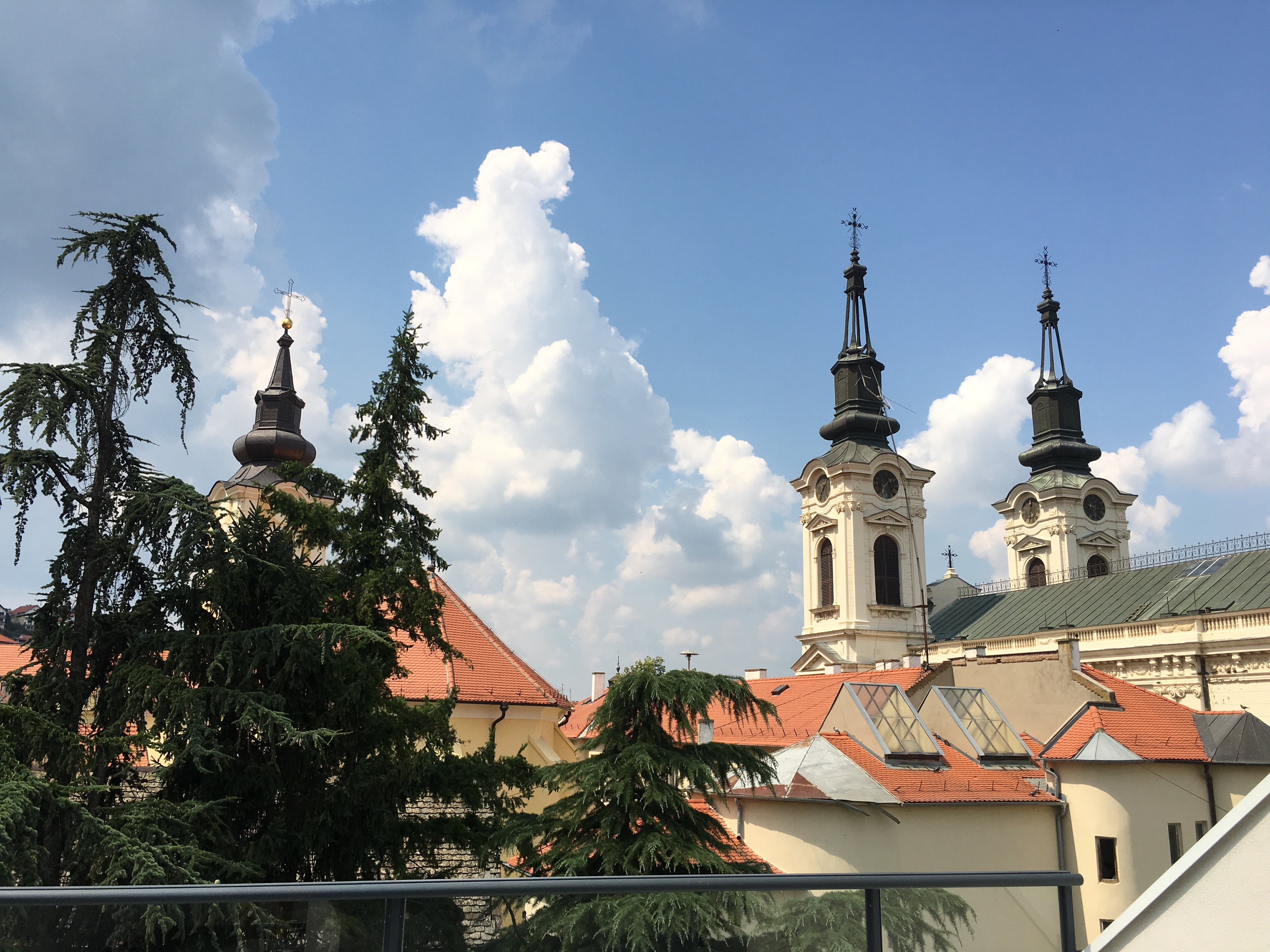
Biserica, văzută din depărtare
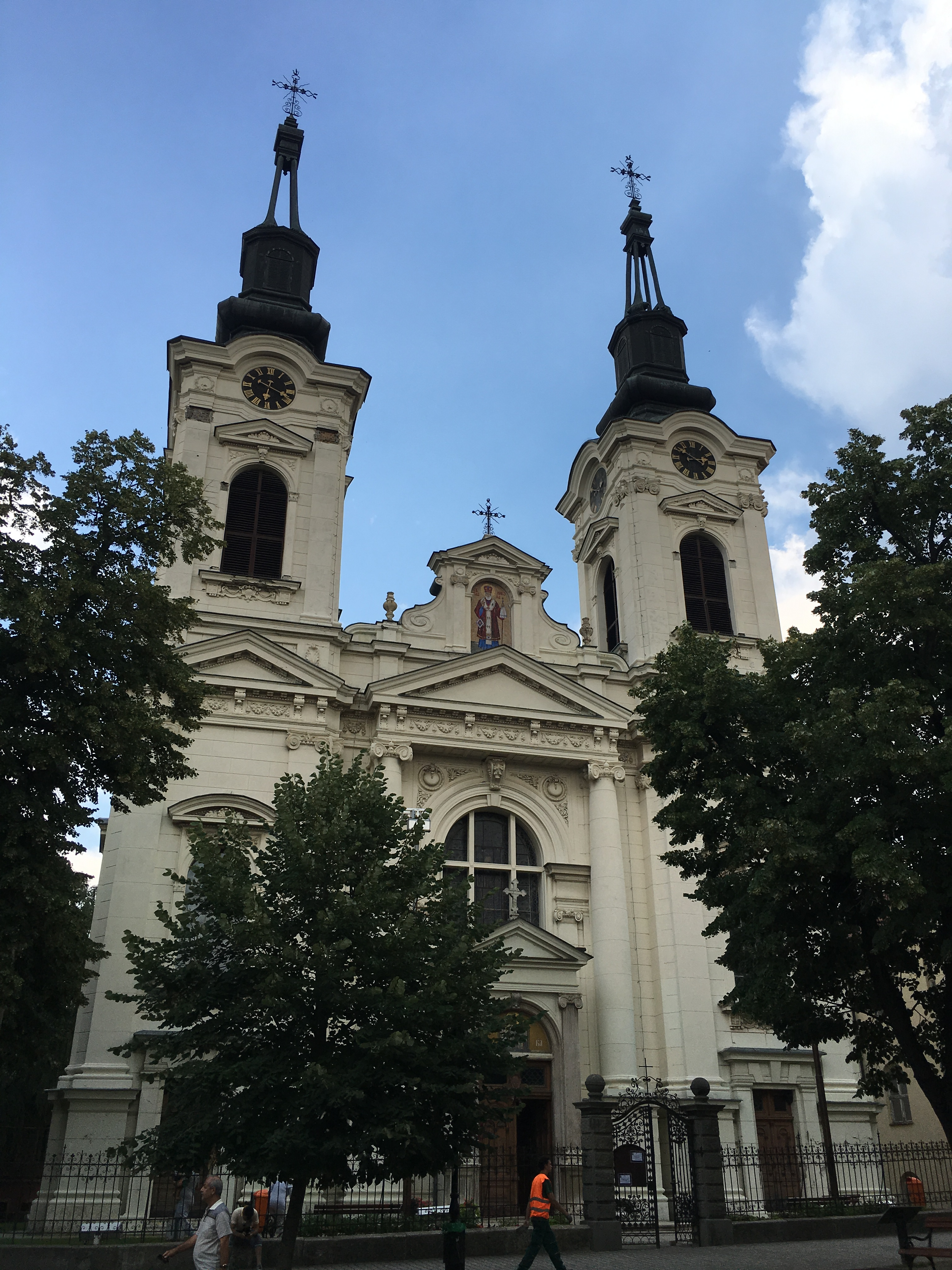
Biserica (1)
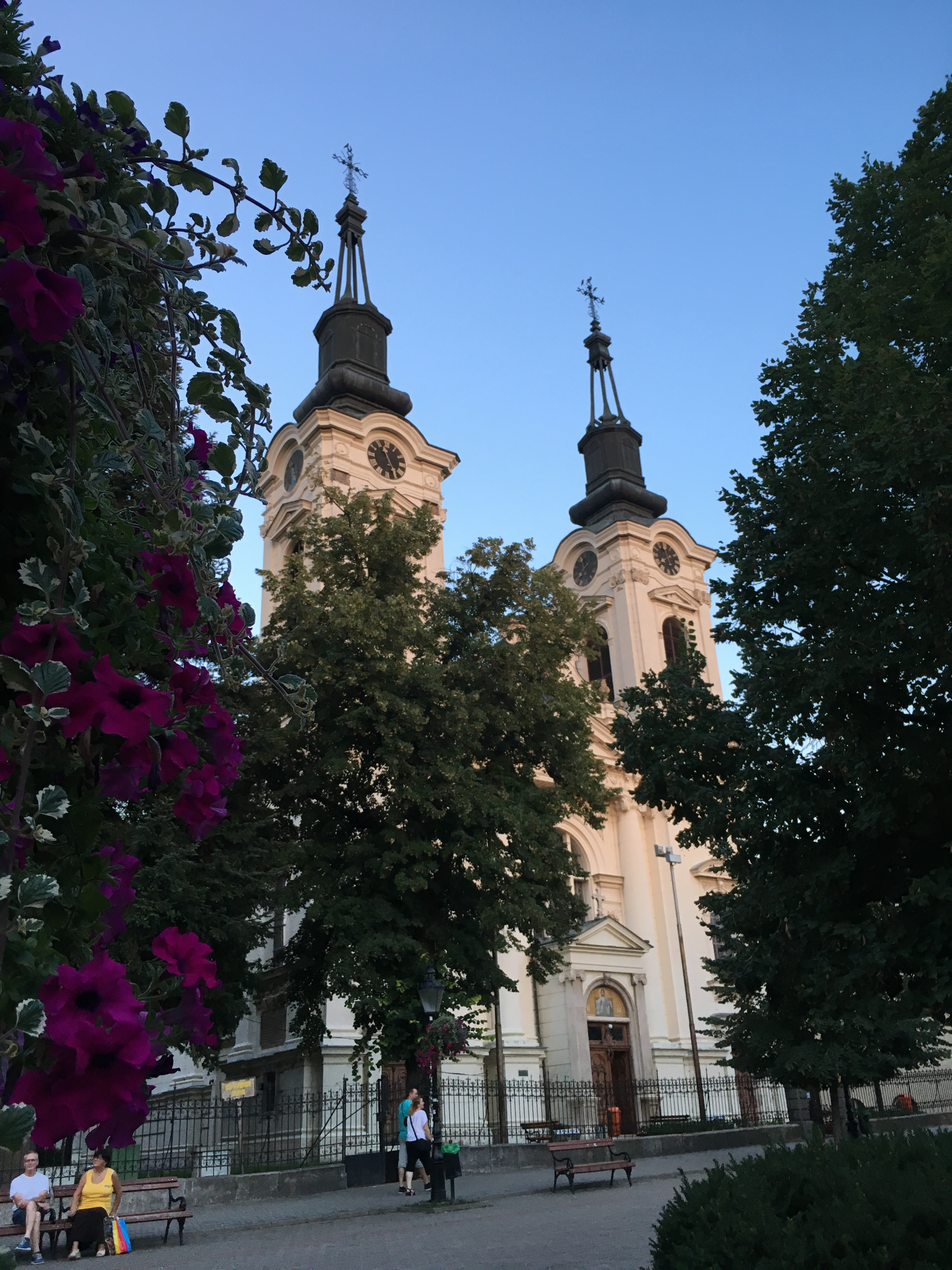
Biserica (2)
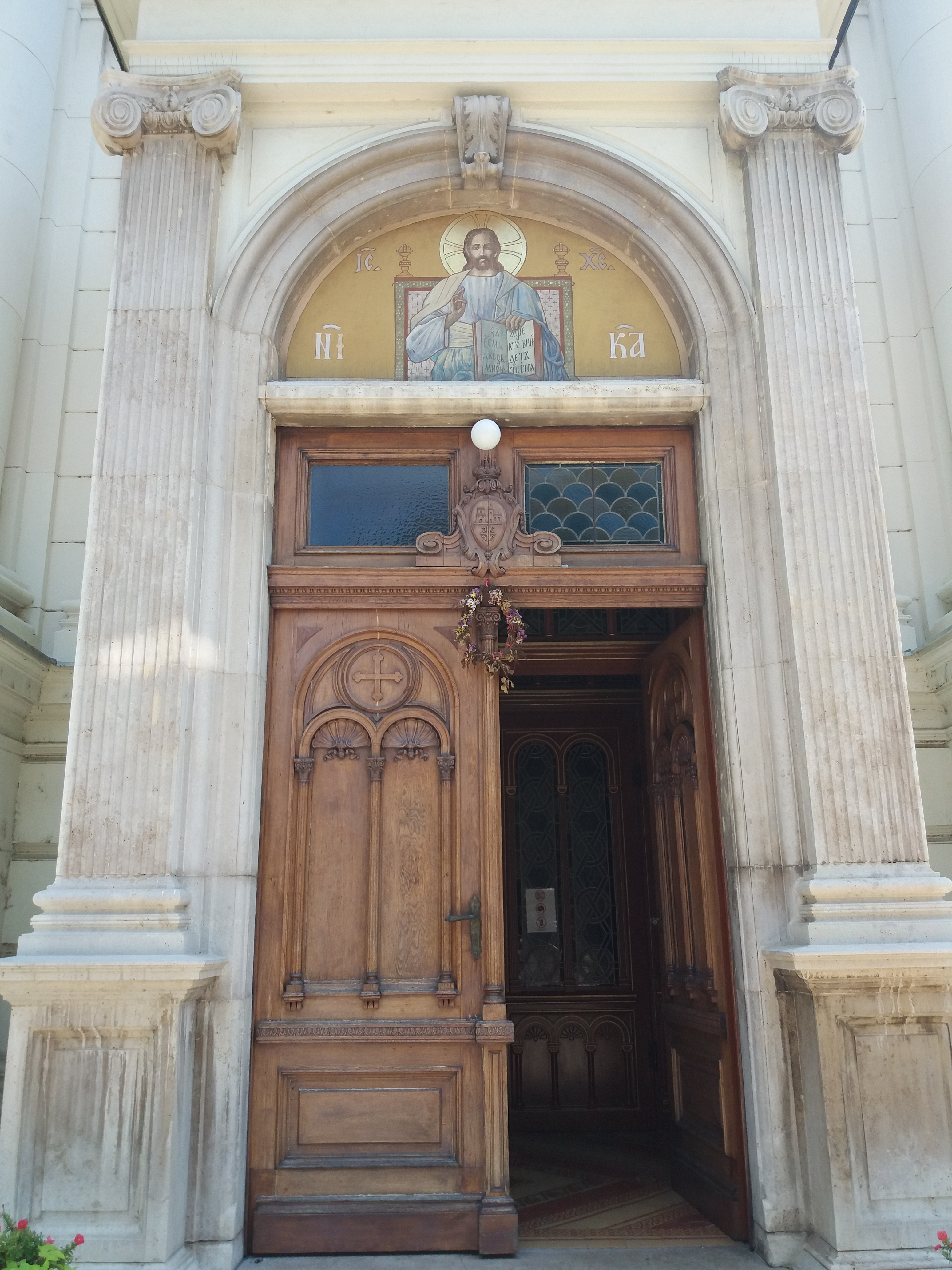
Poarta bisericii
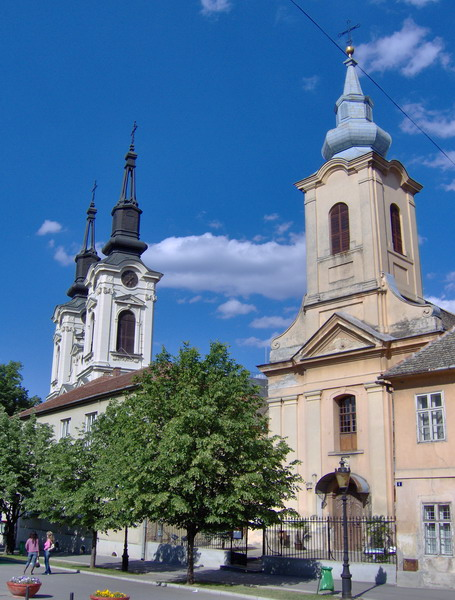
Catedrala ortodoxă și biserica romano-catolică din Carloviț